# 现任中国共产党宁夏回族自治区地级行政区委员会书记列表

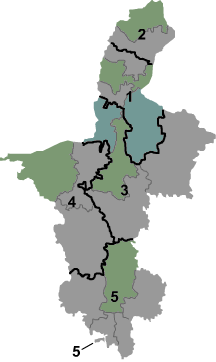
以宁夏回族自治区地級行政區來劃分，
具體請見：「宁夏回族自治区」條目，
「行政區劃」章節

本列表列出中国共产党宁夏回族自治区5個地級行政區委员会的現任书记。該自治区的5個地級市的市委书记均由唯一執政黨中國共產黨的黨員出任，是該市政治建制內的实际最高负责人，被称为“一把手”。
现任地级行政区党委书记中，任职时间最长的是中国共产党中卫市委员会书记张利，自2021年12月15日担任市委书记，迄今3年2个月；任职时间最短的是中国共产党吴忠市委员会书记王学军，自2023年8月18日担任市委书记，迄今1年6个月。

## 地级市市委书记
| 中共地级市市委 （历任书记）               | 市委书记 | 上任日期 （任职时间）       | 出生年月           | 是否在 区委兼职 | 信息源 |
| ----------------------------------------- | -------- | --------------------------- | ------------------ | --------------- | ------ |
| 中国共产党银川市委员会 （市委书记列表）   | 赵旭辉   | 2022年6月16日 （2年8个月）  | 1968年8月 （56歲） | 是              | [ 1 ]  |
| 中国共产党石嘴山市委员会 （市委书记列表） | 褚伟     | 2023年4月8日 （1年11个月）  | 1970年1月 （55歲） |                 | [ 2 ]  |
| 中国共产党吴忠市委员会 （市委书记列表）   | 王学军   | 2023年8月18日 （1年6个月）  | 1968年1月 （57歲） |                 | [ 3 ]  |
| 中国共产党中卫市委员会 （市委书记列表）   | 张利     | 2021年12月15日 （3年2个月） | 1976年3月 （49歲） |                 | [ 4 ]  |
| 中国共产党固原市委员会 （市委书记列表）   | 滑志敏   | 2023年5月11日 （1年10个月） | 1968年2月 （57歲） |                 | [ 5 ]  |